# Hyun Jung-hwa
En aquest nom coreà, el cognom és Hyun.
Hyun Jung-hwa (en coreà: 현정화 en hanja: 玄静和 en romanització revisada: Hyeon Jeong-hwa) Busan, 6 d'octubre de 1969) és una jugadora de tennis de taula retirada de Corea del Sud campiona a la competició de dobles dels Jocs Olímpics d'estiu de 1988 i doble medallista als Jocs Olímpics d'estiu de 1992.

## Carrera
La jugador nacional de tennis de taula sud-corera Hyun Jung-hwa va provocar l'edat daurada del tennis de taula a Corea. Forma part d'un grup d'elit de jugadores que han guanyat almenys una medalla d'or en totes les disciplines a les quals eren elegibles per competir als Campionats del Món de Tennis Taula. La seva primera medalla d'or va ser en el dobles femení (formant equip amb Yang Young-ja) al Campionat del Món de Tennis Taula de 1987 a Nova Delhi. Va seguir guanyant el títol de dobles mixtes amb Yoo Nam-Kyu al Campionat del Món de Tennis Taula de 1989 a Dortmund. Durant els Jocs Olímpics de Seül de 1988, va conduir l'equip sud-coreà a la victòria contra l'aparentment insuperable equip xinès. Va tornar a formar part del primer equip coreà unificat que va sorprendre la Xina per guanyar l'esdeveniment femení per equips al Campionat Mundial de Tennis Taula de 1991 a Chiba. El seu darrer títol mundial va ser una victòria inesperada en l'esdeveniment individual femení al Campionat del Món de Tennis de Taula de 1993 a Göteborg, on també va portar medalles a casa en la prova de dobles mixtes i per equips, convertint-la en l'única coreana que va aconseguir un Grand Slam. El 2011, es va convertir en la primera jugadora de tennis taula coreana a ser incorporada al Saló de la Fama de la Federació Internacional de Tennis de Taula.

## Assoliments notables
- Membre del Saló de la Fama de la Federació Internacional de Tennis de Taula
- Directora executiva de l'Associació Coreana de Tennis de Taula
- Directora de tennis de taula, autoritat de carreres de Corea
- Entrenadora en cap de la selecció de Corea del Sud

## A la cultura popular

### Pel·lícula
La història de l'equip coreà unificat als Campionats del Món de 1991 i la seva victòria sobre els xinesos a l'esdeveniment per equips femenins és explicada per la pel·lícula As One, protagonitzada per l'actriu Ha Ji-won com Hyun Jung-hwa.

## Aparicions a la televisió
- 2020: King of Mask Singer (MBC), concursant com a "Libra" (episodi 251)[4]
- 2021: Hospital Playlist Temporada 2 (TVN), cameo. L'hospital de Yulje acull cada any un torneig departamental de tennis taula. Hyun apareix com una de les metgesses del Departament de Medicina Nuclear i guanya fàcilment el campionat (episodi 9).[5]